# S/2003 J 19
S/2003 J 19 je retrográdní přirozený satelit Jupiteru. Byl objeven v roce 2003 skupinou astronomů vedených Brettou J. Gladmanovou.
S/2003 J 19 má v průměru asi ~2 km, jeho průměrná vzdálenost od Jupitera činí 22,709 Mm, oběhne jej každých 699,1 dnů, s inklinací 165° k ekliptice (164° k Jupiterovu rovníku) a excentricitou 0,1961. S/2003 J 19 patří do rodiny Carme.